# Johan Hannemann
Johan Georg Hannemann (15. april 1907 - 5. september 1980) var en dansk civilingeniør, som især er kendt for at have udviklet nye konstruktionstyper inden for bygning med stål, brugt i designet af broer, haller, antenne- og højspændingsmaster mm. Han gjorde et banebrydende arbejde inden for rundjernskonstruktioner og fik i 1978 tildelt Den europæiske Stålbygningsunions pris. Han var medstifter af det rådgivende ingeniørfirma Rambøll og Hannemann.

## Liv og karriere
Hannemann fødtes i Randers som søn af driftsbestyrer for Randers-Hadsund jernbane civilingeniør Harald Frederik Hannemann (1865-1937) og lærer Theodora Marie Frederikke Heilskov (1872-1956). Efter studentereksamen 1925 tog han 1930 polyteknisk eksamen som bygningsingeniør og blev derefter ansat hos forskellige rådgivende ingeniørfirmaer, for i 1934 at ende hos Anker Engelunds tegnestue, hvor han senere blev tegnestuechef. I 1934 blev Hannemann også assistent i bærende konstruktioner ved Danmarks tekniske Højskole, i 1944 blev han lektor og 1948-75 var han professor i faget. 1945 blev han dr. techn. på en afhandling om den usymmetriske mellempunktsmetode og stiftede sammen med Børge Rambøll samme år det rådgivende ingeniørfirma Rambøll og Hannemann, senere navneændret til det nuværende: Rambøll Gruppen.

### Bidrag til konstruktionsdesign
Hannemann besad et talent for at løse vanskelige statiske problemer og for at forme konstruktioner i stål. Han stod i 1946 bag udformningen af Elgeseterbroen i Trondheim fra 1946 og i 1965 Drümsöbroen i Helsinki, samt en (aldrig opført) storebæltsbro, som han i 1966 projekterede sammen med firmaet Jespersen og Søn. Svendborgsundbroen fra 1966, som Hannemann projekterede sammen med civilingeniør Poul Møller Nielsen, blev til gengæld opført, og den er et eksempel på Hannemanns typiske brodesign, med bjælkeformede brofag liggende på høje, slanke søjler. Et af Hannemans særkender var rundjernskonstruktioner, bl.a. anvendt i en hal på 110 x 85 m. Dette areal er overdækket ved at sammensvejse 17.000 rundjernsstænger der hviler på 6 søjler. Så vidt vides er det den største rundjernskonstruktion der hidtil er udført.

### Livsindstilling
Allerede i sine unge år blev Hannemann interesseret i forfatteren og mystikeren Martinus’ filosofiske ideer om bl.a. naturen og døden. Hannemann, som var vegetar, var stærkt optaget af at både natur og mennesker skulle behandles med respekt og værdighed, og han udgav i 1983 bogen Er Gud en realitet? om emnet.

### Personligt
I sin studietid blev Hannemann ramt af polio, og han måtte resten af sit liv bruge krykker. Han blev i 1936 gift med Grete Sandorff (1912-1990), datter af musikpædagog Timand Sandorff (1887-1965) og Martha Marie Mathiesen (1887-1972).

## Hædersbevisninger
- 1978: Den europæiske stålbygningsunions pris
- 1979: Den danske stålpris, for tagkonstruktionen over City 2 i Taastrup